# Volksmiliz (Tschechoslowakei)

Zeichen der Volksmiliz

Die tschechoslowakischen Volksmilizen (tschechisch Lidové milice, LM; slowakisch Ľudové milície, ĽM) waren de jure illegale, gut ausgerüstete paramilitärische Kampfeinheiten der Kommunistischen Partei der Tschechoslowakei (KPTsch), die zwischen 1948 und 1989 das Machtmonopol der Partei auch gewaltsam durchzusetzen hatten. Diese auch als „private Armee der Kommunistischen Partei“ bezeichnete Einrichtung wurde mit keinem Gesetz genehmigt und auch nachträglich kam es nicht zu einer ausdrücklichen legislativen Genehmigung. Ihre Existenz unterlag lediglich den Beschlüssen der Partei.

## Entstehung
Vorläufer der Volksmiliz waren die „Betriebsmilizen“ (Závodní milice), die sich ab Juni 1945 in einigen großen industriellen Betrieben zu deren Schutz bildeten und aus Freiwilligen bestanden. Sie unterstanden der Betriebsleitung beziehungsweise den Gewerkschaften; 1946 wurden sie vom Innenministerium übernommen und umbenannt in „Betriebswache“ (Závodní stráž). Mitte Februar 1948 beschloss das Zentralkomitee (ZK) der KPTsch die Einrichtung von „Wachbataillons“ (strážní oddíl) in weiteren Betrieben; am 20. Februar 1948 wurden sie in „Bereitschaftsbataillons“ (pohotovostní oddíl) umbenannt, wobei sich ihre Aufgabe nicht nur auf Betriebe erstrecken sollte, und am 21. Februar 1948 wurden aus ihnen sogenannte „Arbeitermilizen“ gebildet (Dělnické milice, DM). Dieses Datum wird allgemein als die Gründung der (später so genannten) Volksmilizen angesehen. Seit diesem Tag wurden sie in großem Umfang mit einfachen und automatischen Sturmgewehren ausgestattet, während sie zuvor nur Beutewaffen verwenden konnten. Das Führungsgremium bestand aus den späteren Akteuren des Prager Frühlings Josef Pavel (Befehlshaber des Hauptstabes), František Kriegel (Stellvertreter) und Josef Smrkovský (Politkommissar).
Die Aufstellung solcher Milizen in der Tschechoslowakei war zu dem Zeitpunkt gewissermaßen einmalig in den Ländern des späteren Ostblocks. Lediglich in Polen wurde 1946 ähnliche Truppen mit der Bezeichnung ORMO errichtet, die diversen Regierungsstellen unterstellt wurden und erst 1956 an Bedeutung gewannen. Erst später, insbesondere nach dem Aufstand 1953, wurden in der DDR die Kampfgruppen der Arbeiterklasse aufgestellt, die allerdings der Nationalen Volksarmee unterstellt wurden. Nach 1956 kam es zur Bildung ähnlicher Verbände in Ungarn.

## Legalität
Im März 1948 wurde die Leitung zeitweise vom Innenministerium übernommen (damals bereits völlig unter der Kontrolle der KPTsch), wobei auch Gemeindemilizen (vor allem im Grenzgebiet) aufgestellt wurden, die zunehmend Volksmilizen hießen. Diese Organisationsstruktur wurde noch 1949 verfolgt, wobei die Volksmilizen noch als eine Hilfstruppe für die Einheiten der Polizeikräfte SNB vorgesehen waren. Dies sollte auf dem legislativen Wege geschehen. Der Gesetzesentwurf wurde im ZK der KPTsch angenommen und der Regierung übergeben, die ihn dem Parlament vorlegen sollte. Dies geschah jedoch nicht. Die Parteiführung vertrat die Auffassung, dass die allgemeinen Formulierungen des Paragraphen 15 des Gesetzes 286/1948 ausreichend seien, in denen lediglich über eine Zuhilfenahme von Bürgern zu Verteidigungszwecken gesprochen wurde. Im April 1952 wurde ein neuer Organisationsstatut der Miliz durch die KPTsch verabschiedet. Danach wurden die Volksmiliz als bewaffnete Abteilungen der KPTsch bezeichnet; der Oberbefehlshaber war der erste Sekretär der Partei. Die Existenz und das Wirken der Volksmilizen ist somit von der Entstehung bis zu deren Auflösung 1989 durch kein Gesetz eindeutig geregelt worden.

## Rolle der Volksmilizen im Februarumsturz 1948

Armbinde der Volksmiliz

In den Februartagen 1948 übernahmen die Volksmilizen eine wesentliche Rolle bei der Machtübernahme durch die KPTsch und Ausschaltung der demokratischen Opposition. Bereits ab dem 22. Februar beteiligten sich die Volksmilizen an Besetzungen von Parteizentralen nichtkommunistischer, demokratischer Parteien und an der Verhaftungen der Mitglieder, was unter dem Vorwand einer drohenden Konterrevolution geschah. Zusammen mit dem Generalstreik vom 24. Februar 1948 sollte Präsident Beneš gezwungen werden, den Rücktritt der alten Regierung Gottwald anzunehmen und ohne Neuwahlen dem Premier und KP-Vorsitzenden freie Hand bei der Gestaltung der Folgeregierung zu geben. Während des Generalstreiks traten die Volksmilizen massiv auf; sie flankierten auch den Auftritt von Gottwald am 25. Februar 1948 am Wenzelsplatz mit 6.000 Mann, bei dem Gottwald den Umsturz bekannt gab.

## Weitere Einsätze der Volksmilizen
Es gab in den Folgejahren zahlreiche Einsätze verschiedener Größenordnung. In der Slowakei wurden 1949 die Milizen zusammen mit der Armee und Polizei in einer breit angelegten Aktion gegen die katholische Kirche und die Gläubigen eingesetzt, bei der es zu physischen Gewaltanwendungen kam. 1950 folgten dann ebenfalls in der Slowakei die überfallartigen sogenannten Aktionen K gegen Klosterinsassen mit einem starken Einschüchterungseffekt. Nach 1950, besonders nach der Erfahrung mit dem Widerstand gegen die umstrittene Währungsreform 1953 und späteren Unruhen, entstanden Spezialeinheiten und Schnelleinsatzgruppen, die in der Lage sein sollten, gegen „staatsfeindliche Elemente“ und Gruppen überall einzugreifen.
Die Volksmilizen waren beteiligt an der Unterdrückung der Proteste und Demonstrationen, die sich nach dem 21. August 1968 gegen die Besetzung des Landes durch die Truppen des Warschauer Paktes richteten. Zum 1. Jahrestag der Intervention kam es am 21. August 1969 ebenfalls zu einem größeren Einsatz der Volksmilizen. Aus Angst vor Demonstrationen zog man in Prag unter anderem 3.100 Milizionäre zusammen, weitere 3.250 befanden sich in Bereitschaft, und weitere etwa 2.100 wurden in den Regionen mobilisiert, um bei Bedarf nach Prag oder andere Städte per Luft transportiert zu werden. Bei den Zusammenstößen starben einige Personen, davon zwei in Prag und eine in Brünn. Die Täter wurden nie ermittelt.
Nachdem das föderale Parlament in seiner außerordentlichen Sitzung am 29. November 1989 beschlossen hatte, den Artikel 4 der Verfassung über die führende Rolle der Kommunistischen Partei im Staat zu streichen, gab die Führung der KPTsch den Anspruch auf den Oberbefehl der Volksmilizen auf. Sie wurden aufgelöst und ihre Waffen unverzüglich eingesammelt.

## Personalstärke und Ausrüstung
Von 43.550 Personen 1948 stieg die Zahl der Volksmilizen bis 1950 schnell auf 150.000 Mann, um bis 1954 auf ca. 105.000 Mann kontinuierlich abzusinken; zwischen 1955 und 1973 betrug die Stärke im Schnitt über 70.000 Mann, dann stieg sie und betrug ab 1976 bis 1989 im Schnitt 85.000 Mann.
Als 1989 die Volksmilizen aufgelöst wurden, wurden folgende Waffen registriert:
- 20.067 Faustfeuerwaffen
- 71.054 Maschinenpistolen
- 6.890 Maschinengewehre
- 130 Flaks
- 4.005 Signalpistolen
- 358 Minenwerfer
- 149 rückstoßfreie Geschütze
- 2.031 Handgranaten
- 59.962 Sprengsätze
- 13.328 kg Plastiksprengstoff
- 7.589 kg TNT sowie 1.360 kg anderer Sprengstoff
- 1 gepanzertes Fahrzeug sowie zahlreiche Motorräder, kleine und große Automobile, Transporter usw.